# Thyrse d'Apollonie
Thyrse d'Apollonie est un saint des Églises catholique et orthodoxe, lutteur et catéchumène, originaire de Césarée, et mort martyrisé sous Dèce en 251 dans la ville d'apollonie en Phrygie. Son histoire est liée à deux autres martyrs, Lucius, un compatriote, et Callinique, un prêtre païen se convertissant au christianisme. Ils sont célébrés le 14 décembre.   

## Hagiographie
Il est avec son compagnon Lucius originaire de Césarée. Durant les persécutions de Dèce (249-251), Lucius, révolté par la conduite du préfet Cumbricius envers les chrétiens et lui reprochant sa dévotion aux idoles, se présente devant lui pour lui faire de vifs reproches. Il est alors arrêté, soumis à toutes sortes de tourments, flagellé puis enfin décapité. 
Devant les nouvelles persécutions de nombreux croyants choisissent de partir dans les montagnes environnantes. Mais quelques jours après la mise à mort de Lucius, Thyrse, bien que catéchumène, vient la reprocher au préfet tout en essayant de le convertir pour qu'il soit pardonné. Ne voulant rien savoir, Cumbricius l'envoie à Apollonie de Phrygie pour achever son jugement. Avant de rencontrer le gouverneur Silvanus, Thyrse réussit à s'évader de sa cellule et à rejoindre le représentant de l'Église locale, l'évêque Biseas qui le baptise. Après cela, il est à nouveau fait prisonnier et Silvanus ordonne qu'il soit conduit au temple d'Apollon pour qu'il se sacrifie aux dieux. Tandis qu'il préfère prier, la statue d'Apollon tombe à terre. Ses bourreaux lui crèvent alors les yeux. Ne voulant toujours pas se vouer aux exigences du gouverneur, ses membres sont alors brisés et coupés, ses dents cassées à coups de marteau, avant d'être écrasé par de grosses pierres. 
Callinique, prêtre païen, devant tant de courage se convertit spontanément en n'hésitant pas à se déclarer ouvertement chrétien. Conséquence, Il est enfermé dans un coffre de bois et scié lentement pendant des heures, ce qui ne l'empêche pas, dans un premier temps, de chanter à la gloire du Dieu unique et de Jésus-Christ.

## Postérité
Si la ville d'exécution de Thyrse est admise comme étant Apollonie selon l'inscription dans le Martyrologe romain au 28 janvier, les avis divergent sur laquelle. Selon les uns et les autres, elle est située en Turquie actuelle (Phrygie, Pisidie ou Mysie), ou en Macédoine-Centrale (Mygdonie).  
Le corps de saint Thyrse fut enlevé d'Apollonie vers la fin du IVe siècle ou au commencement du suivant et transporté dans une magnifique église de Constantinople bâtie en son honneur par l'entremise du préfet du prétoire (Magister officiorum) Flavius Caesarius qui avait été consul en 397. L'historien Sozomène (v. 375-v. 450), qui parle de la construction de ce temple et qui y suppose la translation des reliques du saint, ajoute que quelques années après dans l'espace entre le concile d'Éphèse (431) et celui de Chalcédoine (451), saint Thyrse apparut trois fois à l'impératrice Pulchérie (399-453), sœur de Théodose le Jeune pour faire découvrir les reliques des Quarante martyrs de Cappadoce ou de Sébaste en Arménie qu'on avait apportées en ce lieu vers 440, et les faire transférer auprès des siennes dans son église. Cette princesse obéit à ses ordres et les fit exécuter par Proclus, patriarche de Constantinople. L'empereur Justinien Ier, n'étant encore qu'un particulier sous le règne de son oncle Justin Ier, fit bâtir une autre église  en l'honneur de saint Thyrse qui ne cédait rien en magnificence à celle de Caesarius. 

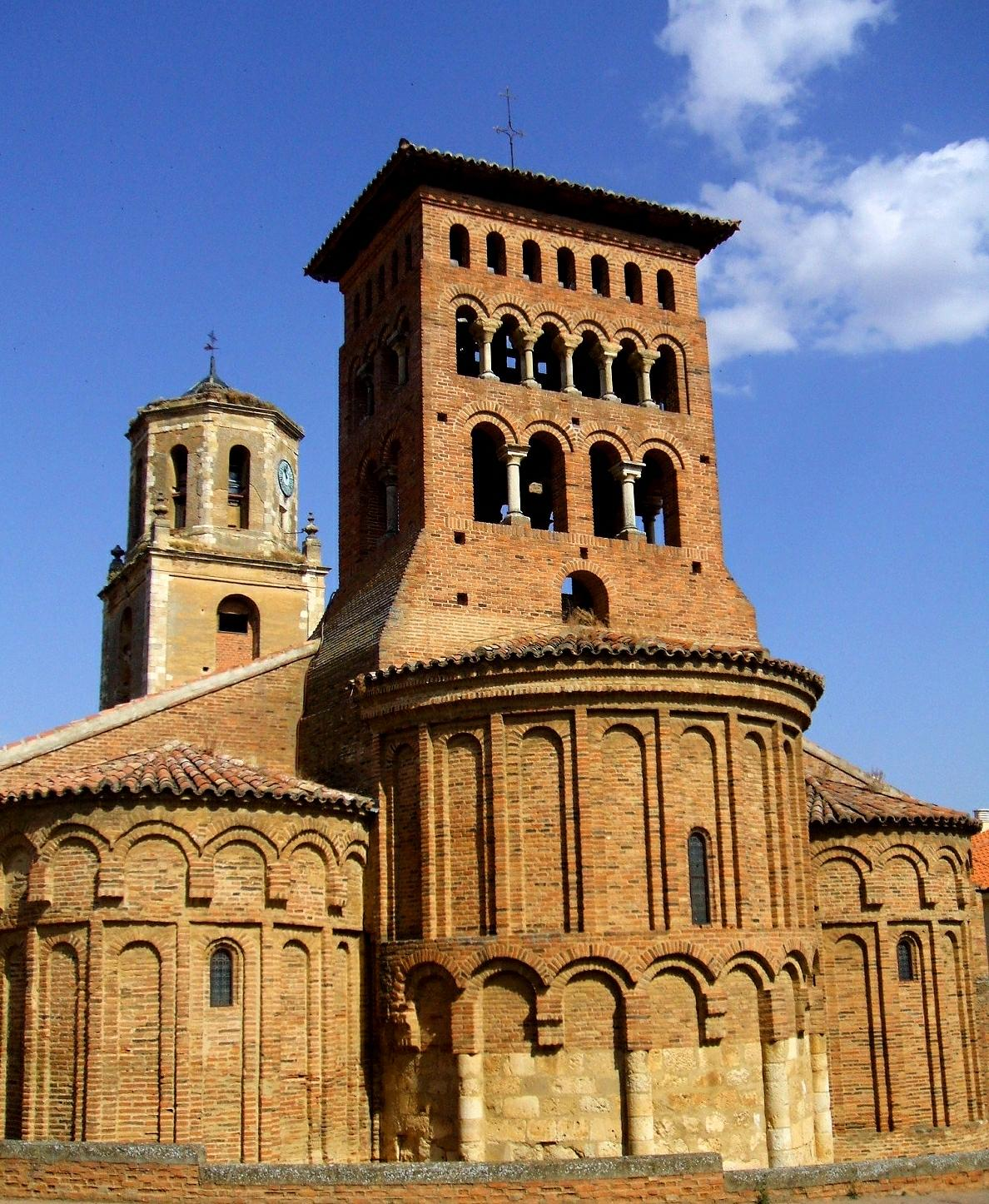
Abside et clocher de l'église San Tirso, Sahagún, Espagne.

Quelques-unes de ses reliques semblent avoir été apportées en France (Sisteron et Limoges), en Espagne et au Portugal. Son nom est lié à la cathédrale de Sisteron ainsi qu'à une chapelle à Castellane dans les Alpes-de-Haute-Provence qui servait d’église paroissiale à la communauté de Robion, et au XIIe siècle à l'église de Châteauponsac. D'autres églises s'appellent Saint-Thyrse ou comportent son nom, mais il peut s'agir du saint d'Autun.  

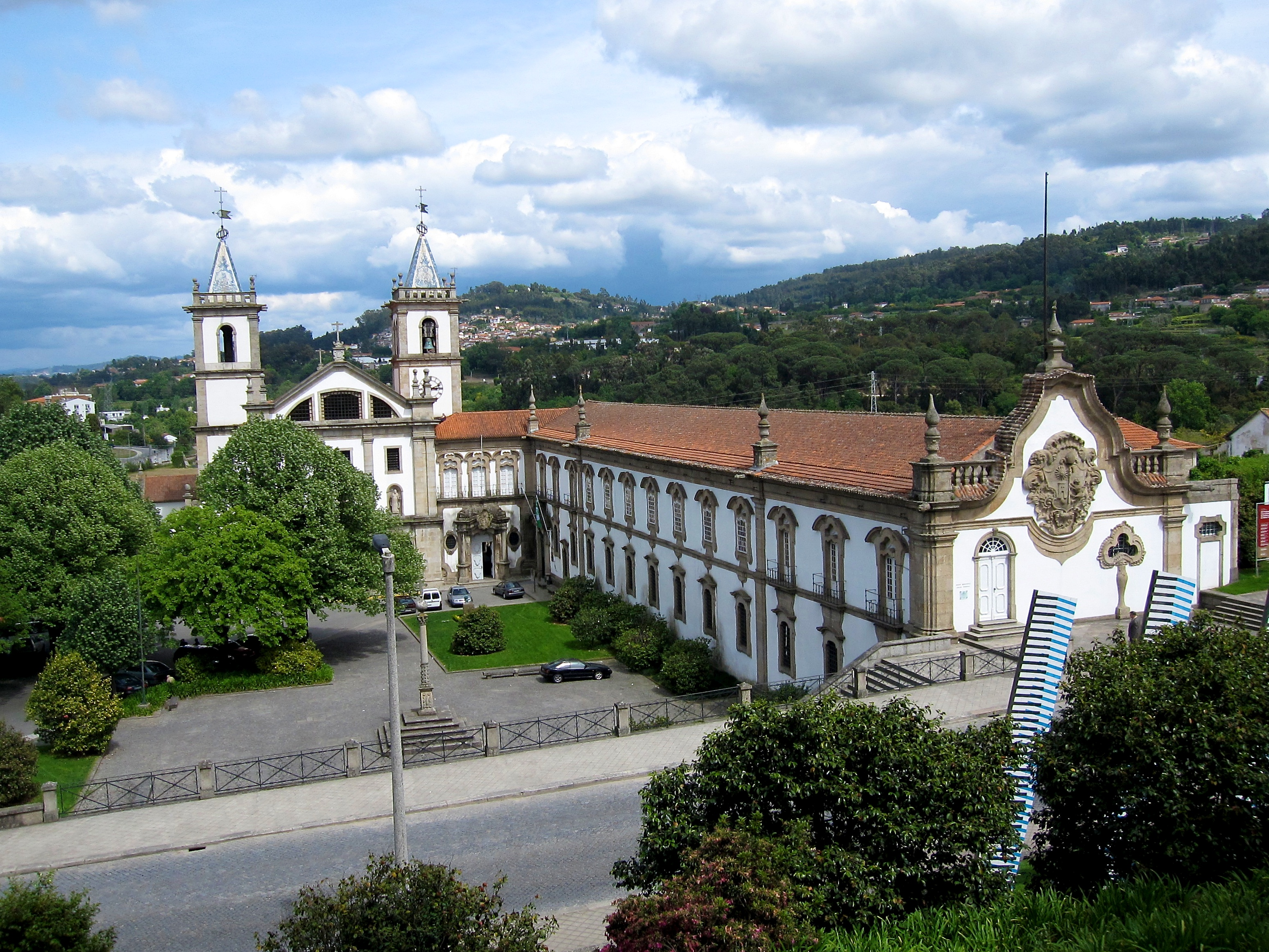
Le monastère de Santo Tirso, Portugal.

Son culte s'est popularisé dans la péninsule ibérique à partir du Moyen Âge, et il continue de faire l'objet d'un office propre dans la liturgie mozarabe. En Espagne, Thyrse d'Apollonie a d'abord été vénéré en l'église pré-romane San Tirso décidée par Alphonse II et construite dès le IXe siècle à Oviedo en tant que partie d'un ensemble palatin et ecclésiastique. Une autre église médiévale importante se situe à Sahagún dans la province de León. Dans le reste du pays, un bon nombre de municipalités et d'églises portent son nom. Dans la Sierra de Cantabria dans l'Alava, se trouve également un célèbre ermitage perché à 1 300 mètres.
Au Portugal, il y a l'ancien monastère bénédictin de Santo Tirso au nord de Porto, bâtit à la fin du Xe siècle. 
Dans la partie orientale de l'île de Chypre, sur la péninsule de Karpas, se trouve une chapelle avec une église grecque orthodoxe dédiée à saint Thyrse (Agios Thyrsos).